# How Dare You!
How Dare You! is het vierde studioalbum van 10cc. Het is het laatste album van het kwartet Eric Stewart, Graham Gouldman, Lol Creme en Kevin Godley. Het album is qua muziek een logisch vervolg op zijn voorganger en de band neigde meer naar progressieve rock en was ook aan het experimenteren. Die experimenteerdrift kwam voor het grootste deel van Creme en Godley, die daarin nog verder wilden gaan. Stewart en Gouldman waren wat behoudender. Ook de ontwikkeling van de Gizmo spleet de band in die twee helften. Gouldman lichtte later toe dat het album voor ieder wat wils was; de thema’s liepen van een echtscheiding tot schizofrenie. Het album kent een ongebruikelijk begin voor een rockalbum destijds; How Dare You is 99,9 % instrumentaal.
Het album werd ook met name in Japan goed verkocht; de eerste compact disc-versie kwam daarvandaan. De hoes was van Hipgnosis met werk van Storm Thorgerson. Opnamen vonden plaats in de eigen Strawberry Studio.
Godley & Creme gingen verder met Consequences, een hoorspel.

## Musici
- Zie de losse artikelen

## Muziek
| Nr. | Titel                                            | Duur |
| --- | ------------------------------------------------ | ---- |
| 1.  | How Dare You (Godley, Creme)                     | 4:14 |
| 2.  | Lazy Ways (Creme, Stewart)                       | 4:20 |
| 3.  | I Wanna Rule the World (Godley, Creme, Gouldman) | 3:57 |
| 4.  | I'm Mandy Fly Me (Stewart, Gouldman, Godley)     | 5:24 |
| 5.  | Iceberg (Gouldman, Godley)                       | 3:43 |

| Nr. | Titel                                     | Duur |
| --- | ----------------------------------------- | ---- |
| 1.  | Art for Art's Sake (Stewart, Gouldman)    | 5:59 |
| 2.  | Rock 'n' Roll Lullaby (Gouldman, Stewart) | 3:56 |
| 3.  | Head Room (Godley, Creme)                 | 4:21 |
| 4.  | Don't Hang Up (Godley, Creme)             | 6:18 |

| Nr. | Titel                                    | Duur |
| --- | ---------------------------------------- | ---- |
| 10. | Get It While You Can (Gouldman, Stewart) | 2:53 |

| Nr. | Titel                                    | Duur |
| --- | ---------------------------------------- | ---- |
| 11. | Art for Art's Sake (singleversie)        |      |
| 12. | Get It While You Can (Gouldman, Stewart) | 2:53 |
| 13. | I'm Mandy Fly Me (singleversie)          |      |

## Albumlijsten
Het album haalde de eerste plaats in de albumlijst van Nieuw-Zeeland, ook in Noorwegen (hoogste plaats nr. 10) en Zweden (nr. 5) haalde het goede verkoopcijfers.
In Nederland haalde het de negende plaats. 

## Hitnotering

### NederlandseAlbum Top 100
| Hitnotering: 17-01-1976 t/m 29-05-1976 | Hitnotering: 17-01-1976 t/m 29-05-1976 | Hitnotering: 17-01-1976 t/m 29-05-1976 | Hitnotering: 17-01-1976 t/m 29-05-1976 | Hitnotering: 17-01-1976 t/m 29-05-1976 | Hitnotering: 17-01-1976 t/m 29-05-1976 | Hitnotering: 17-01-1976 t/m 29-05-1976 | Hitnotering: 17-01-1976 t/m 29-05-1976 | Hitnotering: 17-01-1976 t/m 29-05-1976 | Hitnotering: 17-01-1976 t/m 29-05-1976 | Hitnotering: 17-01-1976 t/m 29-05-1976 | Hitnotering: 17-01-1976 t/m 29-05-1976 | Hitnotering: 17-01-1976 t/m 29-05-1976 | Hitnotering: 17-01-1976 t/m 29-05-1976 | Hitnotering: 17-01-1976 t/m 29-05-1976 | Hitnotering: 17-01-1976 t/m 29-05-1976 | Hitnotering: 17-01-1976 t/m 29-05-1976 | Hitnotering: 17-01-1976 t/m 29-05-1976 | Hitnotering: 17-01-1976 t/m 29-05-1976 | Hitnotering: 17-01-1976 t/m 29-05-1976 | Hitnotering: 17-01-1976 t/m 29-05-1976 | Hitnotering: 17-01-1976 t/m 29-05-1976 |
| Week                                   | 01                                     | 02                                     | 03                                     | 04                                     | 05                                     | 06                                     | 07                                     | 08                                     | 09                                     | 10                                     | 11                                     | 12                                     | 13                                     | 14                                     | 15                                     | 16                                     | 17                                     | 18                                     | 19                                     | 20                                     |                                        |
| -------------------------------------- | -------------------------------------- | -------------------------------------- | -------------------------------------- | -------------------------------------- | -------------------------------------- | -------------------------------------- | -------------------------------------- | -------------------------------------- | -------------------------------------- | -------------------------------------- | -------------------------------------- | -------------------------------------- | -------------------------------------- | -------------------------------------- | -------------------------------------- | -------------------------------------- | -------------------------------------- | -------------------------------------- | -------------------------------------- | -------------------------------------- | -------------------------------------- |
| Nummer                                 | 16                                     | 16                                     | 9                                      | 9                                      | 9                                      | 14                                     | 20                                     | 25                                     | 32                                     | 34                                     | 38                                     | 42                                     | 46                                     | 41                                     | 45                                     | 43                                     | 44                                     | 46                                     | 47                                     | 50                                     | uit                                    |

Graham Gouldman · Eric Stewart · Kevin Godley · Lol Creme

Paul Burgess · Rick Fenn · Stuart Tosh · Duncan Mackay · Tony O'Malley